# オンド・マルトノ

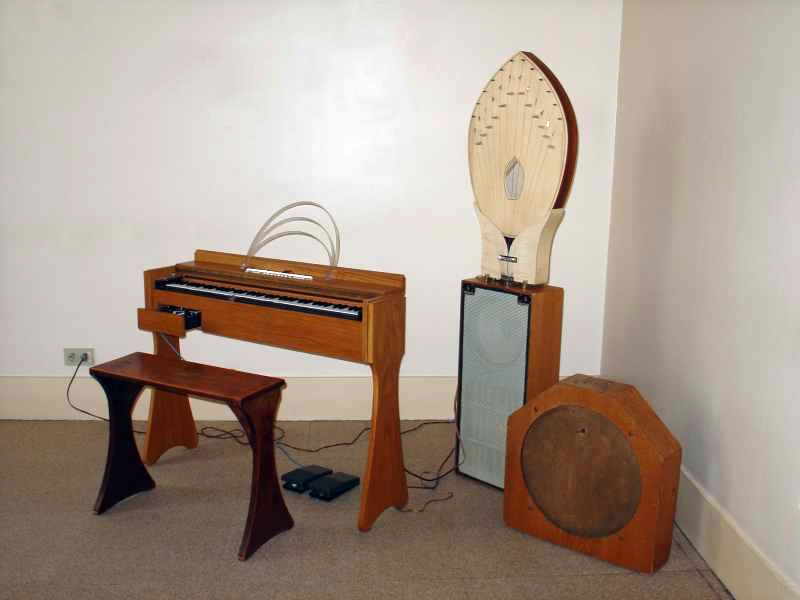
オンド・マルトノ（第7世代モデル）
左側が椅子と鍵盤（楽器本体）。その右が各スピーカーで、上部がパルム、下部がプランシパル。このプランシパルは内側の下部にレゾナンスを含む。一番右側がメタリック

オンド・マルトノ (Ondes Martenot) とは、フランス人電気技師モーリス・マルトノによって1928年に発明された、電気楽器および電子楽器の一種である。
鍵盤（英名キー key、仏名クラヴィエ clavier）またはその下につけられたリボン（英名リボン ribbon、仏名リュバン ruban）を用いて望む音高を指定しつつ、強弱を表現する特殊なスイッチ（英名タッチ touch、仏名トゥッシュ touche）を押し込むことによって音を発することができる。多くの鍵盤型電子楽器がオルガン同様両手の同時演奏や和音による複数の音を同時に発することができるのに対し、オンド・マルトノはテレミン（テルミン）に類似しており、基本的には単音のみの発音しかできない。
鍵盤とリボンによる2つの奏法、特にリボンを用いた鍵盤に制限されない自由な音高の演奏、トゥッシュと呼ばれる特殊なスイッチによる音の強弱における様々なアーティキュレーション表現、多彩な音色合成の変化、複数の特殊なスピーカーによる音響効果によって、様々な音を表現することが可能である。
発明された時期は電子楽器としては古く、フランスを中心に多くの作曲家がこの楽器を自分の作品に採用した。それらの中には近代音楽以降のクラシック音楽や現代音楽の重要レパートリーとなった曲も多く、現在も頻繁に演奏される。
本来は三極真空管を用いた発振回路で音を得るが、第7世代以降は集積回路を用いたモデルも製造された。

## 歴史
以下の分類はTechnique de l'onde électronique（ジャンヌ・ロリオ著）に基づくものである。
最初オンド・ミュジカル Ondes musicales （音楽電波）という名前で発表されたが、後に多くの同様の仕組みの電子楽器が現れたため、発明者の名を取ってオンド・マルトノと呼ばれるようになった。
一般にオンド・マルトノと呼ばれる楽器の形が整ったのは第5世代からで、オンド・マルトノのために書かれたほとんどの作品は第5世代以降の形において初めて演奏可能である。

### 第1世代（1918年）
第1世代はテレミン（テルミン）を真似てほぼ全く同じ原理のものが作られた。これはもちろんモーリス・マルトノのオリジナルではなく単にテレミンの複製に過ぎないので、オンド・マルトノとは見なされない。詳しくはテレミンの項を参照。
第一次世界大戦において通信技師を務め、三極真空管の発する振動原理に対し興味を持っていたマルトノが、テレミンの構造を伝え聞いて作った楽器である。

### 第2世代（1928年）
第1世代がテレミンとほぼ同型で、つまりテレミンと同様に空間上の手の位置で音程を変えていたのに対し、第2世代は紐の張力により音程を調節することになった。これがリボンの原型にあたる。まだ鍵盤はなく、楽器本体はただの箱型である。楽器に対しては距離をとり、一歩ほど引いた位置に立って紐を構えた。これはテレミンの演奏における姿勢を踏襲している。そして楽器本体から離れたところにばねの張力によるスイッチを置き、左手で音量を調節した。これがトゥッシュの原型になる。
この世代をもって初めてオンド・マルトノが発明されたことになる。
この楽器を用いて、1928年秋にパリのオペラ座で披露演奏会が行われた。

### 第3世代（1931年）
第3世代は楽器前面の木枠に鍵盤を模した絵が書かれたが、これは模造品であり、鍵盤としての機能は果たさない。

### 第4世代（1932年）
第4世代は鍵盤が演奏可能に改良されたが、リボンは相変わらず離れた位置から引っ張って操作するので、鍵盤とリボンを同時に切り替えて演奏することはいまだに全く実用的ではなかった。
伊福部昭の著書『管絃楽法』のオンド・マルトノの項目では、楽器構造の説明に dummy keyboard と書かれているが、この記述はこの第4世代楽器によるものと思われる。また同じ本ではリボン奏法に関して
実際の演奏にあつては、このRingの左右移動は右手の担当する処であるが、Martenotにあつては、此の奏法の他に、単にWW1に連る紐を前後に引くもの、叉、鍵盤に手を触れることに依つても発音し得る様に作られたもの等がある。此の様に右手には三種の操作法がある。
と書かれているが（下線部編集者加筆）、この前後に引く紐は第2世代から第4世代まで用いられた。なお下記の第5世代からはこの紐（リボン）を前後に引く奏法は採用されず、現在の操作法はリボンを平行に操る奏法と鍵盤奏法の2種類である。

### 第5世代（1935年）
これ以降が現行の楽器である。現在我々が目にするオンド・マルトノの主たる外見は、この第5世代で決定された。構造に関しては次章を参照。
オンド・マルトノのために書かれたオリジナル曲は、第2世代のお披露目演奏会に用いられた曲など一部を除いて、ほとんど全てがこの世代以降のモデルを対象としている。
また、樹脂製の細長い板を曲げて、電波を思わせる特徴的なデザインの譜面台も、この第5世代から採用されている。

### 第6世代（1950年）
後述のメタリック・スピーカーとパルム・スピーカーが初めて標準で付属した。

### 第7世代（1974年）
発音原理として真空管の代わりに集積回路が採用された。
操作盤がより視覚的に音色を把握できるように改良された。また音色にピンクノイズが追加された。
リボンがリボン製からワイヤー製に変更された（しかし奏法に関しては引き続きリボンと呼ぶ）。

### 第8世代（1980年代）
アトリエ・モーリス・マルトノが開発した最終モデル。
倍音に基づく三和音を同時演奏可能。これはオルガンのストップの構造を模している。
これ以降アトリエ・モーリス・マルトノでは公式な後継機種を発表していない。しかし別の会社が「オンデア」と呼ばれるさらに発展した後継機種を開発している。下記詳述。

## 構造と演奏法

### トゥッシュ、鍵盤、リボン

#### トゥッシュ
トゥッシュは後述の操作盤についており、オンド・マルトノの鍵盤よりも分厚く、色は白だがピアノの黒鍵が一本だけついているような形をしている。全体の演奏表現を司るこのトゥッシュはオンド・マルトノの演奏で最も重要な部分であり、弦楽器における弓に相当する。トゥッシュを押し込む際のさわり心地は非常に柔らかく、グランドピアノのように繊細な指の加減が要求される。この感触は内部の和ばさみ型金属ばねと、それに挟まれ伝導率を調整するカーボン粉の袋によるものである。
左手は通常トゥッシュに置かれるが、鍵盤を広域に使う奏法（後述のトレモロなど）が必要な場合は両手で鍵盤を演奏する場合もある。このトゥッシュは通常左手人差し指で演奏されるが、ペダルによって足でも演奏可能であり、両手で鍵盤を演奏する場合に使われる。しかし左手で演奏した方がより細かな表情を表現できる。
第7世代モデル以降のペダルは2つが組になっており、5pin DINコネクタで操作盤の左脇に接続する。主に右側のペダルを用いるが、左側のペダルで全体の音量つまり右側のペダルの振幅を調節することも可能である。

#### 鍵盤
鍵盤はC1-B6までの6オクターヴ72鍵ある（7オクターヴに1音足りない）。また鍵盤中央部の下にオクターヴ切り替えスイッチがついており、実質B7まで対応している。ピアノはさらにその下のA0まであるので下方に3本、また上方のC7からC8の13本が足りないものの、通常音楽的に使われるオクターヴは全て対応している。教育用楽器として作られた機種では4オクターブのみを持ち、スイッチによってオクターヴを切り替える機種もある。
この鍵盤の一本一本のサイズはピアノよりも狭く、離れた音程間の跳躍やトレモロに適している。鍵盤全体を左右に指で震わせることによってヴィブラートや微分音程への滑らかな移行も可能である。これらは平均律に調律されている。（クラヴィコードのヴィブラートは鍵盤を押し込んで揺らすので、これとは方法が異なる。）
鍵盤中央部の下には、全体の調律のためのダイヤルがついている。通常はA4＝440Hzにチューニングされているが、これを変更することも可能である。
鍵盤はネジで楽器本体の枠に固定されており、このネジを緩めることによって鍵盤による微分音程の移行やヴィブラートのかかる範囲が変わってくる。ネジをきつく締めるとほとんどヴィブラートはかからないが、激しい奏法が要求される際に音程が揺らぐのを防ぐことが出来る。
また鍵盤上で素早いトレモロを演奏しながらレゾナンスまたはパルムスピーカー（後述）を用いることにより、擬似的な和音を奏でることも可能である。これはアンドレ・ジョリヴェのオンド・マルトノ協奏曲の第1楽章カデンツァ、トリスタン・ミュライユの『マッハ2.5』（2台のオンド・マルトノのための）などで効果的に用いられている。複数の鍵盤を同時に押した場合は低い音が優先される。このためトレモロでは一番高い音を常に指で押さえ、低い音を素早く押したり離したりする。3音以上の場合は2番目以下の低い複数音を交互に押さえる。弦楽器に於いて低い音を押さえつつ高い音を断続的に押さえるトレモロ奏法に似ているが高低の関係は逆になる。
後述の操作盤上のトリルボタンを用いて、鍵盤の最高音であるB6よりもさらに上の音を出すことも可能である。オクターヴ切り替えスイッチによってB7へ、さらにトリルボタンを併用すると、ボタン一つでは完全五度上のF#8、ボタン3,5,6の組み合わせではC9、さらにあまり現実的ではないが3,4,5,6の組み合わせでC#9まで出すことができる。それに対して下方への拡張はC0の四分音下のみに限られる。

#### リボン

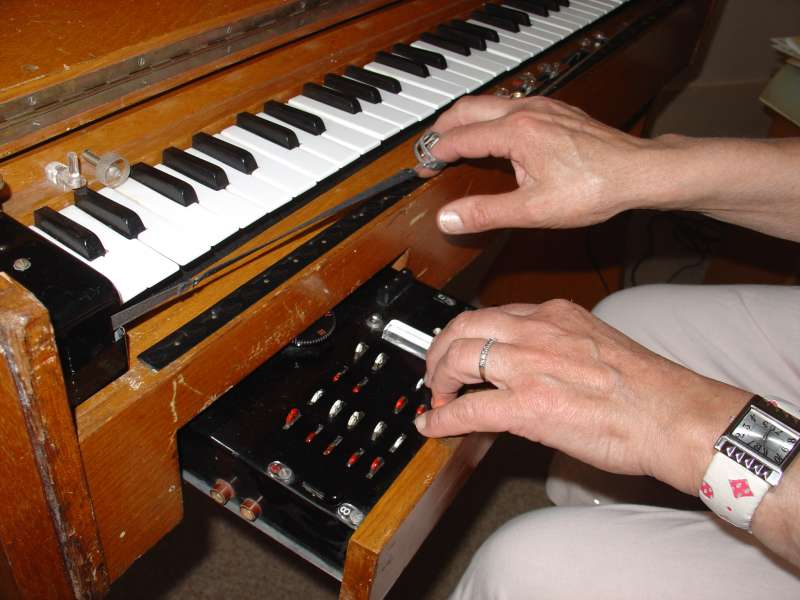
リボン奏法（鍵盤の手前、右手の人差し指部分。楽器は第6世代のもの）

リボンとはワイヤーのついた指輪の事を指す。（フランス語ではリュバンrubanだが、日本語のオンド・マルトノに関する文献が全て「リボン」表記を採用しているのでここではそれらに倣う）第6世代以前の旧型モデルではワイヤーの代わりにリボンが使われていたので、奏法の名前としては常にリボンと呼ぶ。
リボンの指輪部分は右手の人差し指に嵌め、同じ右手で鍵盤も弾く。リボンは鍵盤の手前に平行についており、その下に音高の位置を示す凹凸がつけられている。鍵盤の白鍵にあたる部分はくぼみ、黒鍵の部分は突起がついており、手元を見なくても指の感覚ですぐに音高を察知できる。また奏者は半音単位で隣接した音へゆっくりグリッサンドで移動して演奏する場合、このくぼみや突起の周りを指で円形になぞる事によってグリッサンドをかける。これはその円周によって指の運動が大きくなり、単に指を平行移動指せてグリッサンドするよりも細かく正確に指のコントロールが利くからである。
鍵盤とリボンの奏法は左手にある切り替えスイッチを楽譜上の指定（クラヴィエ clavier 、リュバン ruban ）によって弾き分ける。この際、右手人差し指の位置によって音程が変わってくるので、瞬間的な切り替えには注意が必要である。リボンの音高範囲も鍵盤と同じC1からB6までであり、鍵盤のオクターヴ切り替えスイッチと連動してB7まで拡張可能。ただしC1-B7を一気にグリッサンドで駆け上がることはこの切り替えスイッチの問題で出来ず、C1-B6またはC2-B7に制限される。鍵盤奏法と同様、トリル用ボタンを併用すれば通常C9、非実用的ではあるが最大C#9まで音高を拡張できる。
リボンでの奏法の際は常にグリッサンドがかかる。離れた音に移る場合は、トゥッシュを押し込まなければ音が発せられないが、フレーズもそこで切れる。鍵盤で2つ以上の音を順次演奏した際は瞬時に音が立ち上がり固い音の印象になるが、リボンでの奏法は鍵盤よりも音の立ち上がりが遅く、柔らかい印象を持つ。
リボン専用の調律用回転レバーがついており、鍵盤とは別に調律することが可能。ただし本来これは演奏様式の拡張用ではなく、誤差を調整するためのものである。

### 音色
鍵盤の左側には音色を決めるボタンがついており、引き出しのように本体から出して操作する。様々な音色を変化させながら奏でることが可能である。このボタンが集まった場所つまり操作盤を、「引き出し」英名：ドローワー drawer 、仏名：ティロワール tiroir とよぶ（英名：ボタン・テーブル button table 、仏名：タブル・デ・ブトン table des boutons と呼ぶ記述も見られる）。操作盤の全体よりも右側寄りのところに、演奏の要であるトゥッシュがついている。
アンドレ・ジョリヴェのオンド・マルトノ協奏曲では「トランペットのように」「ピッコロのように」と既存の楽器の音色に似せる指示があるが、後年の多くの作品ではこのボタン配分を完全に指定する場合が多い（メシアンについては後述）。

#### 操作性
操作盤はそれぞれの楽器が開発された年代によって、その機構がそれぞれ大きく異なる。ここでは代表的な第6世代と第7世代の2つのモデルの差について述べる。しかしこれより新しい第8世代モデルでは全ての音色が段階的に変化できるなど開発が進んでいる。また後述の後継楽器オンデアではさらに変化が加えられている。

#### 第7世代における操作盤

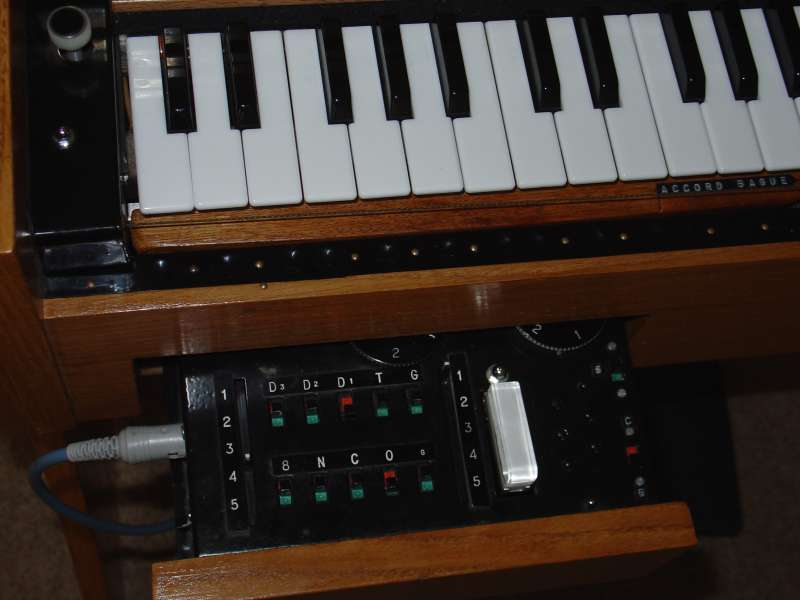
第7世代モデルの鍵盤と操作盤部分を接写。D4スイッチは左脇にある

##### 音色決定のためのボタン
これらの音色は全て大元の信号として発せられる三角波（トライアングルウェーヴ）を加工する仕組みである。これらのボタンを一つあるいは複数組み合わせることによって、音色が決定される。
- O オンド onde 正弦波、サインウェーヴ
- C クルー creux 中空の意味。三角波、トライアングルウェーヴ
- N ナジヤール nasillard 鼻声の意味。のこぎり波、ソーウェーヴ
- G ガンベ Gambé 矩形波、スクウェアウェーヴ
- g プチ・ガンベ petit gambé 同じく矩形波だが、スイッチの右、トゥッシュの左に付いたレバーで、三角波からの加工の度合いを調節できる。1から5までの目盛りが付いているが、アナログレバーであり緩やかな変化も可能。目盛りを5にすると、ほぼガンベと同じ音色になる。
- 8 タンブル・オクタヴィアン timbres octaviant オクターブ上の音を出す。左に付いたレバーで効果の度合いを調節できる。プチ・ガンベと同様アナログレバーで5段階の目盛り付き。
- T トゥッティ tutti 全ての音色を同時発信。
- S スフル souffle 息の意味、つまりノイズ。上記のボタンとは離れており、操作盤の右側についている。操作盤上部右側の回転レバーによって音量を調節する。このノイズはホワイトノイズではなくピンクノイズであり、ノイズのみで出力した場合でも鍵盤やリボンにより若干の音程を聞き取ることが可能である。（ただしピンクノイズは、聴き手ごとの位置や首の傾き方などによる、発信源からのわずかな左右の耳の距離の違いにより、そのドップラー効果によって感じる音程が変わってくる事に注意が必要である。つまり大まかな音程の指定によるリボン奏法は効果があるが、鍵盤奏法でノイズのみの音程を書き記してもその記譜通りの音が全ての聴き手に聞き取れるわけではない。）メタリックおよびパルムスピーカーを併用することにより、単なるピンクノイズにとどまらない打楽器的な音響効果を生み出すことが出来る。特にメタリック・スピーカーでの出力は、ジャズで多用されるように、シンバルをワイヤーブラシ状ドラムスティックで擦るような音になる。もちろん音程を持つその他の音色と組み合わせることも可能。

多くの楽譜の書き方では、最初に音色と後述のスピーカーを決定しておく。例えば最初にO C D1,D3とする。次に音色を変えるとき、ボタンをオンにするものは+をつけ、オフにするものは-をつける。これら変化を指定するボタンは、太字や四角で囲むなどして強調しておくのが望ましい。変化のあるボタンのみ書くこともできるが、フレーズの開始部分などでは変化の無いボタンも併記しておくことが、練習の便宜上望ましい。先ほどの組み合わせにNを足し、Cを抜き、スピーカーD3への出力を止める場合は、+N -C -D3 O D1と書く。

##### トリル用ボタン
トゥッシュの右横に小さなボタンが並んでおり、それを用いることによって微分音から完全五度までの各音程のトリルまたはトレモロも演奏可能である。この微分音は調律可能で、正確な四分音ではなく若干ずれている場合にはダイヤルで調節することが必要である。長三度と完全五度は純正律上に調律されており、鍵盤でのトレモロよりもずっと効果的に響く。
また複数のボタンを組み合わせることにより、さらに異なる音程を作ることも可能である（下記に詳述）。組み合わせによっては左手のトゥッシュが使えないので、ペダルでの演奏を考慮する必要がある。つまり伸音では使えるが、スタッカートなどトゥッシュの繊細な操作を伴うアーティキュレーションには使えない。また3つ以上のボタンを要求する場合は、とっさの判断に注意を要する。
- ボタンを単独で押す場合
  - ボタン1 下段左 四分音下
  - ボタン2 下段右 四分音上
  - ボタン3 中段左 半音（短2度）上
  - ボタン4 中段右 全音（長2度）上
  - ボタン5 上段左 長3度上
  - ボタン6 上段右 完全5度上
- ボタンを組み合わせて押す場合
  - ボタン3,4 短3度上
  - ボタン3,5 完全4度上
  - ボタン4,5 増4度上
  - ボタン1,4,5 増4度上の四分音下（自然倍音列の第11倍音に基づく）
  - ボタン2,5 長3度と四分音上（平均律上では上記と同様だが実際は微妙に異なる）
  - ボタン3,6 短6度上
  - ボタン4,6 長6度上
  - ボタン2,4,6 長6度と四分音上（誤差によって短7度の六分音下になり、自然倍音列の第7倍音に基づく）
  - ボタン3,4,6 短7度上
  - ボタン5,6 長7度上
  - ボタン3,5,6 完全8度（1オクターヴ）上
  - ボタン4,5,6 短9度上
  - ボタン3,4,5,6 長9度（左手で4つのボタンを一度に押すことは困難）

##### クリックノイズ
操作盤の枠内ではなく鍵盤の左脇奥に、クリック音を挿入するためのスイッチがある。これを入れると、鍵盤を押すたびに磁石が打ち合わされることにより、発信される信号音の上に磁石の仕掛けでクリックノイズが乗る。例えばN (Nasillard) の音色と組み合わせると、発音した瞬間のノイズと合わさって、チェンバロが伸びたような印象の音になる。
ただし、このノイズは鍵盤を押し込みまたは離した時のみに鳴り、リボン奏法や、鍵盤を用いても鍵盤を押しっぱなしにしてトゥッシュのアーティキュレーションで演奏する際には鳴らない。オンド・マルトノのスタッカート奏法はピアノのように鍵盤上を指で跳ねるのではなく、右手で鍵盤を常に押さえつつ左手のトゥッシュを瞬間的に押して離すことによって得られるので、このスタッカート奏法とクリックノイズを併せることは不向きだが、逆にレガート奏法と、そのレガートのフレーズの終わりにスタッカート奏法を併用すると特に効果的である。

#### 第6世代における操作盤
1から7までのスイッチのうち1から5までが操作盤に、残りの6と7は鍵盤中央部の下に配置されている。これらのスイッチを切り替えつつ組み合わせることにより、音色を決定する。単純な矩形波を一つ作るにしても組み合わせを熟知せねばならず、直感的に音色の組み合わせを想像できる後年の操作盤に比べると操作しにくい。
第7世代モデルに比べて制限される機能は以下の通り。
- スピーカーの出力が3つまでしかない。
- スフル（息、ノイズ）出力機能がない。
- タンブル・オクタヴィアンはオンかオフのみで、第7世代モデルのように1から5までの段階的な指定は出来ない。
- トゥッシュの右横についているトリル用ボタンは、四分音上または下の2種類しかない。（この四分音は正確にチューニングされているとは限らない。）その代わり第7世代モデルではスフル用のダイヤルがある場所に、大きめの横に長いボタンがついている。これは音程の指定はないが、左・中・右の押す位置により3段階の音程の上昇が可能であり、トレモロも演奏できる。
- 鍵盤のクリックノイズ出力機能がない。

しかし作曲家が敢えてこの旧型の真空管モデルを使用することを望む場合は、これら一部の機能が制限されることをあらかじめ知っておいた上で、それらの機能を避けるか代替の手段を考慮する必要がある。

### スピーカー

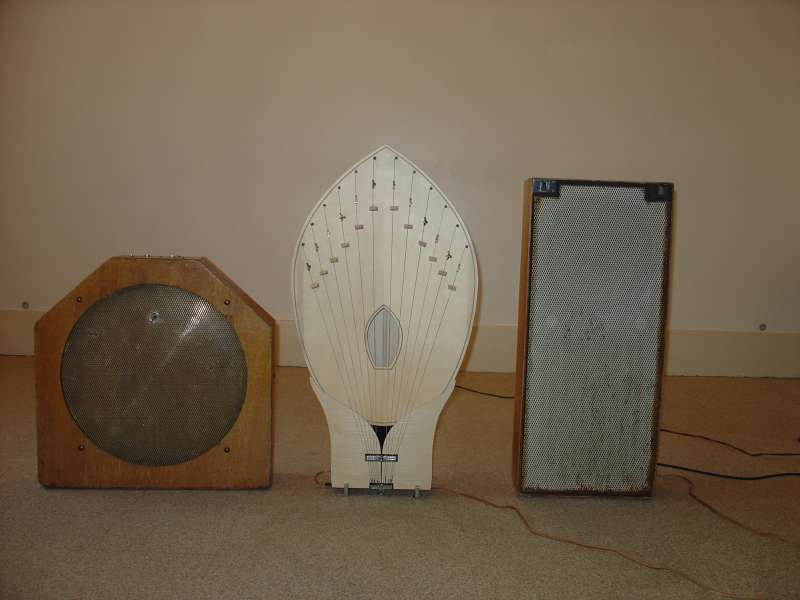
スピーカー。左からメタリック、パルム、プランシパルおよびレゾナンス

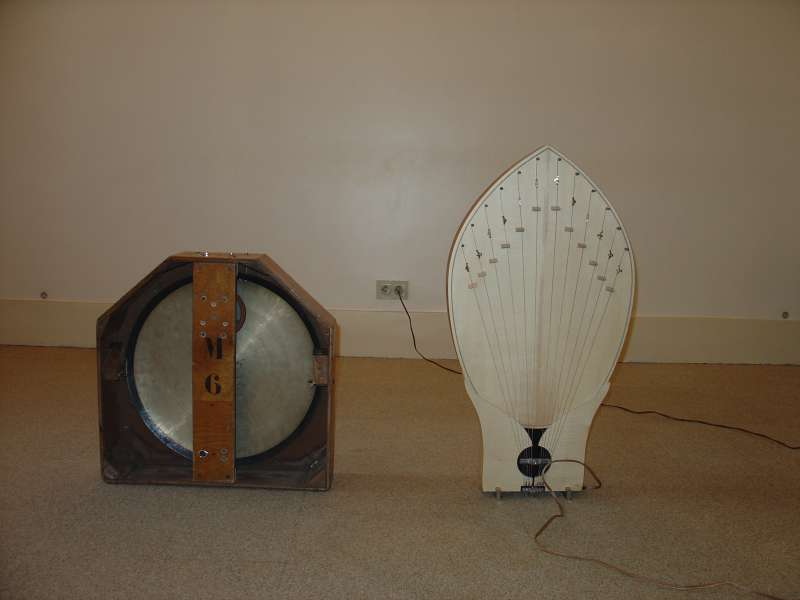
メタリックとパルムの裏側

4種類のスピーカー（仏名オーパルールhaut parleur）（ただしオンド・マルトノでは英名ディフューザーdiffuser、仏名ディフューズールdiffuseurと呼ぶ）を切り替えることによって、音にいろいろなエフェクトをかけることも可能。これらにはD1からD4までの番号が振られている。Dはディフューザーを意味する。
第7世代モデルでは4つのスピーカーへの出力があるが、第6世代モデルでは3つまでしかない。この場合、レゾナンスが省かれる（つまりレゾナンスは後年になって付け足された）。
D1 （英名プリンシパル principal 、仏名プランシパル principal）
最も主要なスピーカー。特別なエフェクトはかからず、通常のスピーカーと同様の役割を持つ。
D2 （英名レゾナンス resonance 、仏名レゾナンス résonance）
複数の太い金属ばねによる残響を伴うスピーカー。D4パルムよりも固くて金属的な残響が特徴。矩形波(C)や鋸形波(N)などの固い音色と良く響き合う。D1プランシパルと同じ筐体の中にこのD2の機能も備わっている。このD1・D2スピーカーの裏蓋を開けると、金属ばねの張り具合を調節する大きなネジがついており、電気的ではなく機械的に残響の具合を調節可能である。
D3 （英名メタリック metallic 、仏名メタリック métallique）
銅鑼（ゴングあるいはタムタム）を吊るして電極を通したスピーカーで、その銅鑼の持つ金属的で不規則な倍音を共鳴させるスピーカー。鋸形波(N)やホワイトノイズ(S)と良く響き合う他、正弦波(O)でもグリッサンドを用いることによって銅鑼の倍音が共鳴する。
D4 （英名パルム palm 、仏名パルム palme）
棕櫚の葉を象った弦楽器状のスピーカー。ギターのような胴に表裏12本ずつ合計24本の弦が張ってあり、この弦に電極を通して振動させ、本体で共鳴させることによって、D2レゾナンスとは質感の異なる柔らかな残響を生み出す。D2レゾナンスが矩形波(G)や鋸形波(N)と良く響き合うのに対し、このパルムは正弦波(O)と良く響き合う。弦は通常平均律に調弦されているが、トリスタン・ミュライユの『ガラスの虎』など一部ではこの調弦を変える指定を持つ作品もある。
このD1からD4までの各フォーンプラグ端子接続は入れ替え可能であり、古い曲ではレゾナンスを伴わずに、D2がメタリック、D3がパルムを意味する楽譜もある。楽譜冒頭で各番号がどのスピーカーを意味するのか明記する必要がある。D2とD3は操作盤右側の回転レバーで音量を調節できる。これはトゥッシュとは別に各スピーカー間の音量バランスを調節するのに使う。
スピーカーとの接続は、まず楽器本体から専用のケーブルでD1プランシパルへ繋ぐ。そしてプランシパルの裏側からD2、D3、D4へと分岐される。同時にD1と同じ出力に、もう一つ拡張用のスピーカーを繋ぐことも可能である。この接続のためのケーブルは、D1からの出力に関してはDINコネクタの一種で2ピンのスピーカーDINメス（フランスでは DIN HP femelle ）と呼ばれるもので、かつて欧米ではスピーカーの接続用規格として使われていたが現在はほとんど流通していない（部品を通信販売等で手に入れる事は可能。秋葉原でも売っている）。入力側はフォーンプラグの標準ジャックになっている。つまり、フォーンプラグを使って例えばミキサーテーブルやコンピュータなど他の機器に接続することも可能である。第8世代モデルでは出力側もフォーンプラグが採用されている。

## オンド・マルトノを用いる音楽作品

### メシアン『トゥランガリーラ交響曲』
この楽器が主役として出てくる代表的な曲として、まずオリヴィエ・メシアンの『トゥランガリーラ交響曲』が挙げられる。オンド・マルトノを用いる曲としては最も演奏頻度の高い曲であり、またピアノと並んでソロ楽器として扱われるため聴衆に与える楽器の印象は強い。
この曲では、完全なボタン配分での音色指定に加え、その音色が持つ特徴を楽器名などに喩えて書き添えている。第2楽章や第4楽章では特に、同じフレーズを繰り返す箇所でも微妙に音色指定を変えている。また特に第3楽章「トゥランガリーラ 1」において、グリッサンド表現に弦楽器を含む、あるいはそれと交替させるオーケストレーションも効果的に用いられている。
第5楽章「星たちの血の喜び」および第10楽章「フィナーレ」の終盤には、オンド・マルトノのパートにピアニッシモから始まってフォルテッシモに至る長い伸音でのクレッシェンドがあるが、この音の立ち上がりを柔らかくし、なおかつヴィブラートは鍵盤よりもリボンの方が効果的にかかるため、特にグリッサンドやポルタメントを伴わないにもかかわらずリボン奏法の指定がある。
前述のトレモロ奏法は、第8楽章「愛の展開」（楽章全体が全曲の展開部と位置づけられている）において、「花の主題」が再現される際にクラリネットの音色補佐として用いられているが、第1楽章の提示部および第4楽章での同再現部にはクラリネットしか出てこないため、ここでのオンド・マルトノを伴う音色的展開は効果的である。
これらオーケストラの楽器の音色と混ぜる従来の管弦楽法的な使い方のほか、低音部でのグリッサンドなど、効果音として打楽器のようにオーケストラを補助する音色としても用いられる。
メシアンの曲としては他にも、初期の組曲『美しい水の祭典』（6台のオンド・マルトノのための）（後にいくつかの楽章が『世の終わりのための四重奏曲』に転用された。詳しくはメシアンの項を参照）、『神の現存の三つの小典礼』、歌劇『アッシジの聖フランチェスコ』などでもオンド・マルトノを用いている。

### ジョリヴェ『オンド・マルトノ協奏曲』
アンドレ・ジョリヴェの『オンド・マルトノ協奏曲』は、メシアンのトゥランガリーラ交響曲と並んでこの楽器の初期である1940年代にオンド・マルトノの可能性を探求した曲として重要である。しかしトゥランガリーラ交響曲に比べ、演奏頻度は低い。
この曲ではオンド・マルトノは精霊を表すものと作曲者によって定義されており、実質の存在であるその他の楽器によるオーケストラと対極をなす存在である。つまり、この曲においてオンド・マルトノは、従来のあらゆる楽器を超える存在であることを念頭に書かれている。その考えは詩的なアイデアだけにとどまらず、楽譜のあらゆる場所で読み取れる。
例えば冒頭のオンド・マルトノのソロは、低音域のF2から始まってC7に至るまでの長くゆっくりのメロディを、一息でしかも全オクターヴにおいて均等な音質で演奏している。このような楽器はそれまで弦楽器も管楽器も存在せず、ピアノも減衰音である以上アーティキュレーションは異なる。オルガンが唯一の例外だが、オンド・マルトノはそれよりずっと繊細なアーティキュレーションやヴィブラートを伴って演奏できる。第1楽章のカデンツァでは、単音しか発し得ないオンド・マルトノに、トレモロによる擬似和音の効果を求めている。しかもその和音は複数の声部に分けてポリフォニックに書かれており、バッハ以来一つの楽器でポリフォニーを求める伝統の、音楽的な表現の豊かさも忘れていない。（この冒頭とカデンツァの二つの譜例は、伊福部昭の著書『管絃楽法』にも記載されている。）第1楽章終盤には、オンド・マルトノがリボン奏法でオクターヴを昇るのに合わせてハープのグリッサンドも重ねられており、管弦楽法としてとても効果的に響く。
第2楽章では変拍子スケルツォに乗せて、楽器の様々な可能性が試みられる。音色の極端な変化、鍵盤奏法とリボン奏法の瞬間的な交替、超高速グリッサンド、スタッカートなどアーティキュレーションの変化と、それらの各音色にあわせてシロフォンやピッコロ、あるいはサクソフォンとの交替によるオーケストレーションの可能性が試されている。クライマックスでは6オクターヴもの異国的な音階を鍵盤上で駆け上がるが、これはジョリヴェの前作である「リノスの歌」のフルートによる5オクターヴの上昇を踏襲している。第3楽章ではリボン奏法とパルム・スピーカーの効果を中心とした、緩徐楽章でのカンタービレであり、第1・第2楽章のヴィルトゥオージティに対して、オンド・マルトノの音色そのものを聴き込む曲となっている（この急・急・緩という楽章構成〔つまり、緩徐楽章が最後に来る〕は、協奏曲としては異例である）。

### その他の作曲家
アルテュール・オネゲル作曲の劇的オラトリオ『火刑台上のジャンヌ・ダルク』でもオンド・マルトノが効果的に使われている。
マルセル・ランドフスキも『オンド・マルトノ協奏曲』を作曲しており、オンド・マルトノ奏者にとって欠かせないレパートリーである。
トリスタン・ミュライユの『空間の流れ』（オンド・マルトノとオーケストラのための）では、オンド・マルトノをシンセサイザーに接続し、オンド・マルトノが本来持ち得ない合成音色を要求している。これによって微分音を含む和音の同時演奏が可能になり、ミュライユの音楽書法であるスペクトル楽派が重視する合成された高次倍音の響きが得られる。同じくミュライユの作品『Tigre de verre ガラスの虎』は、ジャンヌ・ロリオの指導書に譜例が掲載されている。
西村朗の『アストラル協奏曲・光の鏡』（オンド・マルトノとオーケストラのための）は、打楽器奏者が水を張ったワイングラスの淵をぬれた指でこすって演奏し、オンド・マルトノとよく似た音を出す事によってこの二つの音色を混ぜ合わせている。このワイングラスの演奏原理はグラスハーモニカと同様だが、グラスハーモニカの楽器そのものは求められていない。これはグラスハーモニカを長期演奏すると神経障害が発生するという俗説が広く知られプロのグラスハーモニカ奏者が世界的にほとんど存在しないのと、この曲で求められるワイングラスの響きが数音に限られていることによる。
その他、下記のジャンヌ・ロリオによるオンド・マルトノの奏法解説書には、第2巻末に約300曲、第3巻は全巻にわたってその倍以上、ソロ曲あるいは室内楽から管弦楽やオペラに至るまで、オンド・マルトノを用いる様々なレパートリーが紹介されている。

### 映画、テレビなどの音楽
映画音楽での使用例としては、次の作品が挙げられる。
- 『とらんぷ譚』（1938年サシャ・ギトリ監督、アドルフ・ボルシャール）　マルトノ本人が演奏
- 『巴里の空の下セーヌは流れる』（1951年、ジャン・ヴィエネル）
- 『アラビアのロレンス』（1962年、モーリス・ジャール）
- 『決死圏SOS宇宙船』（1968年、バリー・グレイ）シルヴェット・アラールが演奏
- 『狼は天使の匂い』（1972年、フランシス・レイ）
- 『インドへの道』（1984年、モーリス・ジャール）
- 『ゴーストバスターズ』（1984年、エルマー・バーンスタイン）
- 『レヴェナント: 蘇えりし者』（2015年、坂本龍一）大矢素子が演奏
- 『G.I.ジョー:漆黒のスネークアイズ』（2021年、坂本龍一）原田節が演奏

また、テレビ番組の音楽としては以下が例として挙げられる。
- NHK大河ドラマ『独眼竜政宗』[7]
- NHK大河ドラマ『八代将軍吉宗』

上記いずれもテーマ音楽作曲は池辺晋一郎。
- 『ウエスタン・マリオネット 魔法のけん銃』
- 『スーパーカー』
- 『宇宙船XL-5』
- 『海底大戦争 スティングレイ』
- 『サンダーバード』
- 『キャプテン・スカーレット』
- 『ジョー90』
- 『ロンドン指令X』
- 『謎の円盤UFO』
- 『スペース1999』

上記いずれもテーマ音楽作曲はバリー・グレイ。
- NHK特集『未来への遺産』（テーマ音楽作曲:武満徹）但し武満徹は演奏会用作品ではオンド・マルトノを用いていない。
- コドモ警察（テーマ音楽作曲:瀬川英史）

アニメ、ゲームの例は以下のとおり。
- 『ガサラキ』
- 『パルムの樹』（原田節作曲、「ハラダタカシ」名義）
- 『びんちょうタン』サウンドトラック（岩崎琢作曲）[8]
- 『輪廻のラグランジェ』
- 『わんおふ -one off-』（原田節作曲）

上記いずれも原田節が演奏を担当している。
- 『カフカ 田舎医者』
- PlayStation 2用ゲームソフト『アークザラッド 精霊の黄昏』エンディング曲

## 演奏家
オンド・マルトノの奏者のことをオンディスト ondisteと呼ぶ。
代表的な演奏家
- ジネット・マルトノ（フランス語版）:マルトノの妹でトゥーランガリラ交響曲の初演におけるオンディスト。
- ジャンヌ・ロリオ（フランス語版）:トゥーランガリラ交響曲のスペシャリストとして知られる。姉はピアニストでメシアン夫人であったイヴォンヌ・ロリオ。これまでの同交響曲の録音の多くは、ロリオ姉妹がソリストをつとめたものであった。
- トリスタン・ミュライユ:作曲家としても有名。
- 日本では本荘玲子、原田節（ハラダタカシ）、大井浩明、長谷綾子、市橋若菜、久保智美などが知られている。

パリ音楽院では1947年よりオンド・マルトノ科が開設され、現在も若い演奏家たちを育てている。

## 日本との関係
オンド・マルトノ発明者のモーリス・マルトノは1931年2月に来日し（下記参考文献 Jean Laurendeau "Maurice Martenot, luthier de l'électronique" による）、この楽器を初めて日本に紹介した。神戸で楽器運搬の際、駅長に念を押して壊れ物扱いでの運搬を頼んだところ、運搬先で開梱したら調弦が全く狂わず正確に届いたことに感心したと、マルトノは日記に書き記している。また宮中にも招かれ、皇族や貴族の御前で演奏したほか、皇女の一人が強く興味を示してオンド・マルトノを試演したとも書かれている。
このとき日本へ持っていった楽器は、第3世代かもしくは開発途中で公表されていなかった第4世代のいずれかと思われる。日本国内の文献によると、当時の日本の新聞では「音波ピアノ」と紹介されており、何らかの形で鍵盤に似た構造が備え付けられていたと想像できる。
戦後では、小澤征爾が1962年7月4日にメシアンのトゥランガリーラ交響曲を日本初演した演奏会（オンド・マルトノは本荘玲子が担当）が、日本の聴衆にこの楽器の大きな印象を与えた最初の機会の一つである。詳しくは小澤征爾の項を参照。
同じくこの楽器にとって重要レパートリーであるはずのジョリヴェのオンド・マルトノ協奏曲は、それよりずっと遅れて1997年に原田節独奏、大野和士指揮東京フィルハーモニー交響楽団によって日本初演された。
現在日本にはオンド・マルトノ友の会というオンド・マルトノに関する組織がある。日本人の演奏家も多い。

## 後継楽器
現在オンド・マルトノは生産技術が途絶えており、モーリス・マルトノ時代と同じ複製品を作成することはきわめて困難となっている。代わっていくつかの機能を備えた新しい楽器が開発されつづけている。

### オンデア
オンデアは、オンド・マルトノを製作したアトリエ・モーリス・マルトノ（現アトリエ・ジャン＝ルイ・マルトノ）とは別の会社が製作している。オンド・マルトノは商標登録されているため、新しい呼び名としてオンデアが用いられている。

#### オンド・マルトノとの相違点
- リボンと呼ばずバーグ Bague （指輪）と呼ぶ。略号もBと記されている。
- トゥッシュ、鍵盤、リボン（バーグ）のガイド溝が木製・木目調。（黒鍵は黒く塗られている）
- 鍵盤とリボン（バーグ）のガイド溝の間が広い。
- 指輪が樹脂製で、弾力を利用して挟む形になっている。ただしこの指輪は将来発展の余地があるとされる。
- 鍵盤を振動させることによるヴィブラートの幅を、機械的および電子的に調節できる。機械的な変化は鍵盤の振動幅の感覚が実際に減り、電子的な変化は鍵盤の振動の感覚は同じだが効果が大きくかかる。振幅は最大で1オクターブまで拡張できる。
- 基本的な音色がオンド・マルトノとは大きく異なる。DSPに特徴的な固い音色を基本とする。ただしフィルターによってある程度音色の固さを柔らげる事は可能で、これによってオンド・マルトノに近い音が出る。このフィルターはローパス（オンド・マルトノ風になる）、ニュートラル（フィルター無し）、ハイパスに分かれており、レバーで段階的に調節可能。
- D1スピーカーの外見は大きく異なる。反響盤が斜めについており、これによりコンサート会場では広い幅に渡って音が飛ぶことを意図して設計されている。
- トリル用ボタンが拡張されており、段階的にオクターブ超の振幅を伴う跳躍が可能。これはオンド・マルトノ第6世代以前のトリルボタンを模しているものの、その機能は独自である。
- オクターブ切り替えボタンが鍵盤の下だけでなく操作盤にもついている。これを組み合わせることによって2オクターブ上げることも可能。トリル用ボタンと組み合わせれば3オクターブまで上昇する。ただし実際に出る最高音はB9までで、C10ないしC#10を出そうとすると無音になる。
- クリック音出力機能のスイッチが鍵盤の左脇ではなく操作盤についている。
- 各スピーカー出力別の音量レバーがついている。
- 操作盤の蓋のねじを開けることにより、以下の調節が可能。
  - 各音色のスイッチ別にネジによるチップ単位での音色調節
  - トゥッシュの押し込み具合の柔らかさ
- 背面に同軸ケーブル出力を備える。これに外部機器を組み合わせることによりMIDI出力が可能。
- ヘッドフォンおよび外部スピーカー直接出力を備える。DIN-4Pプラグが必要だがヘッドフォン用にジャック・メスの変換ケーブルがオプションで付く。

### オンド・ミュジカル・バイ・ディアスタイン
ジャン・ルプ・ディアスタインは、1988年のマルトノの死による操業停止後23年ぶりにオンド・マルトノを蘇らせた。第7世代マルトノを参照はしているが、様々なアップデートがなされている。

### アナログ・コントローラー・フレンチ・コネクション
イギリス アナログシステム社が開発した、オンド・マルトノを模して作られたアナログ・コントローラー。アナログシンセサイザーに接続して使う。これは音程と音量の数値をアナログ電圧で出力できるという利点があるが、鍵盤がオンド・マルトノの教育用機種と同様の4オクターブしかなく、またその鍵盤によるヴィブラートができず、トゥッシュの押し込み具合やリボンの感覚もオンド・マルトノ実機とは異なるなど、代替機として使用する際の問題も抱えている。しかし、現在入手できる楽器でオンド・マルトノ的な表現をする際には、現在のシンセサイザーが採用するMIDIでは広範囲にわたる音程のスムースな変化は実現不可能なため、選択肢のひとつとして貴重な存在である。

### オンドモ
日本の製作者が4オクターブタイプの開発に成功している。詳しくはondomo.netを参照のこと。

## 音楽ソフトウェア
クリプトン・フューチャー・メディアから、オンド・マルトノをライブラリ化した「ONDES（オンド）」が2011年に発売されており（詳細は外部リンクを参照）、2020年現在はダウンロード版のみ入手可能。オンド・マルトノの音を忠実に収録・再現しており、音色のライブラリの他にメインパネル、スピーカーエディットパネル、MIDIコントローラーによって演奏感を再現するためのパフォーマンスセットアップにより詳細な設定が可能。また、ポリフォニック・シンセサイザー風のパッチである「ポリ・オンズ」により和音の演奏も可能となっており、オリジナルにはないパラメーターも搭載されている。